# Yiwu
Yiwu (Vereenvoudigd: 义乌; Traditioneel: 義烏; Hanyu Pinyin: Yìwū) is een stad en een arrondissement in de prefectuur Jinhua in de provincie Zhejiang. Het stadsarrondissement staat bekend om de handel in grondstoffen en zijn vrije markt. In Yiwu staat de Guyuebrug, een brug uit 1213.
Bij de volkstelling van 2020 had de stad Yiwu 1.481.384 inwoners. Het arrondissement had 1.859.390 inwoners. Met de in het oosten vastgegroeide stad Dongyang heeft het een agglomeratie van 2,7 miljoen inwoners.

## Geschiedenis
Yiwu is ontstaan rond 222 v.Chr. als graafschap tijdens de Qin-dynastie. In 624 werd de plaats omgedoopt tot Graafschap Yiwu. In mei 1988 werd Yiwu een stadsarrondissement. In 1995 stond de stad op de 47e plaats van meest belangrijke steden van China en in 2001 stond Yiwu op de 19e plaats op deze lijst.

## Geografie
Yiwu ligt 100 kilometer ten zuiden van de stad Hangzhou, de hoofdstad van de provincie. De dichtstbijzijnde grote stad is Dongyang.
Yiwu ligt in een heuvelachtig gebied.

## Bestuur
Yiwu is onderdeel van het stadsprefectuur Jinhua en van daaruit wordt het bestuur geregeld. Het stadsarrondissement bestaat uit 15 plaatsen en 8 dorpen. Yiwu beslaat 1102,8 km², waarvan in een gebied van 100 km² 700.000 mensen wonen.

## Geboren
- Zongze, een bekende generaal uit de Song-dynastie
- Zhu Danxi, een van de vier belangrijke artsen van de Jin- en Yuan-dynastie
- Zhu Zhixi, een ingenieur
- Wu Han (1909-1969), een historicus en voormalig plaatsvervangend burgemeester van Beijing
- Chen Wangdao (1891-1977), de eerste vertaler van het Manifest van de Communistische Partij

## Stedenband
- Dar es Salaam

1. ↑  Zhèjiāng (China): Prefectural Division & Major Cities - Population Statistics, Maps, Charts, Weather and Web Information. citypopulation.de. Geraadpleegd op 27 mei 2025.